# Next Generation ATP Finals 2024
Le Next Generation ATP Finals 2024 sono state un torneo di tennis e si sono disputate sul cemento indoor, 7ª edizione delle Next Generation ATP Finals. Questo torneo di fine anno, dedicato ai migliori giocatori Under-20 dell'ATP Tour 2024, si è svolto nello Stadio Città dello sport Re Abd Allah di Gedda, in Arabia Saudita, dal 18 al 22 dicembre 2024.
Questa è la prima edizione che si svolge con nuove regole tra cui l’abbassamento dell’età dei partecipanti da Under-21 a Under-20.
Hamad Međedović era il detentore del titolo, ma non ha potuto partecipare a questa edizione in quanto ha superato il limite di età.

## Partecipanti
Partecipano i migliori classificati della ATP Race to Jeddah. I giocatori non devono aver superato i 20 anni d'età.
|  | Qualificati alle Next Gen ATP Finals      |
|  | Qualificati ma hanno rinunciato al torneo |

| Classifica della Race to Jeddah (2 dicembre 2024) | Classifica della Race to Jeddah (2 dicembre 2024) | Classifica della Race to Jeddah (2 dicembre 2024) | Classifica della Race to Jeddah (2 dicembre 2024) | Classifica della Race to Jeddah (2 dicembre 2024) | Classifica della Race to Jeddah (2 dicembre 2024) |
| #                                                 | ATP Rank                                          | Giocatore                                         | Punti                                             | Anno di nascita                                   | Data di qualificazione                            |
| ------------------------------------------------- | ------------------------------------------------- | ------------------------------------------------- | ------------------------------------------------- | ------------------------------------------------- | ------------------------------------------------- |
| 1                                                 | 20                                                | Arthur Fils                                       | 2.355                                             | 2004                                              | 25 novembre                                       |
| 2                                                 | 41                                                | Alex Michelsen                                    | 1.245                                             | 2004                                              | 25 novembre                                       |
| 3                                                 | 48                                                | Jakub Menšík                                      | 1.136                                             | 2005                                              | 25 novembre                                       |
| 4                                                 | 50                                                | Shang Juncheng                                    | 1.115                                             | 2005                                              | 25 novembre                                       |
| 5                                                 | 123                                               | Learner Tien                                      | 493                                               | 2005                                              | 26 novembre                                       |
| 6                                                 | 128                                               | Luca Van Assche                                   | 471                                               | 2004                                              | 26 novembre                                       |
| 7                                                 | 138                                               | Nishesh Basavareddy                               | 440                                               | 2005                                              | 27 novembre                                       |
| 8                                                 | 145                                               | João Fonseca                                      | 409                                               | 2006                                              | 29 novembre                                       |
| Riserve                                           |                                                   |                                                   |                                                   |                                                   |                                                   |
| 9                                                 | 151                                               | Martín Landaluce                                  | 383                                               | 2006                                              |                                                   |
| -                                                 | 170                                               | Coleman Wong                                      | 340                                               | 2004                                              |                                                   |
| 10                                                | 171                                               | Henrique Rocha                                    | 334                                               | 2004                                              |                                                   |

## Campioni

### Singolare
João Fonseca ha sconfitto in finale  Learner Tien con il punteggio di 2-4, 4-3(8), 4-0, 4-2.

## Montepremi
Le Next Generation ATP Finals 2024 premiano in denaro nel seguente modo:
| Torneo                   | Singolare |
| ------------------------ | --------- |
| Vittoria in finale       | 153000 $  |
| Vittoria in semifinale   | 113500 $  |
| Round-robin per vittoria | 36660 $   |
| Partecipazione           | 150000 $  |
| Alternate                | 15000 $   |

- Il vincitore del singolare, qualora non abbia subito sconfitte nel corso del torneo, consegue un premio in denaro pari a 526480 $.